# Hans Christian Tungesvik
Hans Christian Tungesvik (1992) es un deportista noruego que compite en triatlón. Ganó cuatro medallas en el Campeonato Mundial de Triatlón de Invierno entre los años 2021 y 2025.

## Palmarés internacional
| Campeonato Mundial | Campeonato Mundial            | Campeonato Mundial | Campeonato Mundial |
| Año                | Lugar                         | Medalla            | Prueba             |
| ------------------ | ----------------------------- | ------------------ | ------------------ |
| 2021               | San Julián de Loria (Andorra) | Medalla de oro     | Individual         |
| 2023               | Skeikampen (Noruega)          | Medalla de oro     | Individual         |
| 2024               | Pragelato (Italia)            | Medalla de plata   | Individual         |
| 2025               | Cogne (Italia)                | Medalla de plata   | Individual         |